# Списак конструктора у Формули 1
Појам конструктор у формули 1 означава произвођача возила и произвођача мотора болида формуле 1.
Тако на пример, „Макларен-Мерцедес“ је званичан назив конструктора.
Уколико неки тим промени мотор током сезоне, то се рачуна као учешће два конструктора.
Пример за то су „Футворк-Порше“ и „Футворк-Косворт“ током 1991. године.
Појам тим се односи на организацију која управља возачима и возилима формуле 1.
На пример, „Макларен“ је назив за тим.

## Велика шесторка формуле 1
- Ферари,  Италија
- Макларен,  Уједињено Краљевство
- Вилијамс,  Уједињено Краљевство
- Мерцедес,  Немачка
- Ред бул,  Аустрија
- Алпин,  Француска

Велика шесторка формуле 1 је назив који су добили ових шест тимова јер су они у самом врху такмичења формуле 1 већ више деценија.
У периоду од 1979. године до данас (закључно са сезоном 2022. 44. сезона) они су освојили све титуле у категорији конструктора:
1. Ферари, 11 титула (укупно 16 титула)
2. Вилијамс, 9 титула
3. Мерцедес, 8 титула
4. Макларен, 7 титула
5. Ред бул, 4 титуле
6. Алпин (Рено), 3 титуле

## Остали активни конструктори
- Алфа Ромео
- Астон Мартин
- Алфа Таури
- Хас

## Остали конструктори
У формули 1 је у претходних пола века учествовало преко више од стотину конструктора. 
Овде су набројани неки од њих. 
- Алфа Ромео, Италија, 1950-1951, 1979-1985
- Ероуз, Arrows, Уједињено Краљевство (званучно Футворк, Footwork), 1978-2002
- Бенетон, Италија, 1986-2001, наследио их Рено
- Конот, Уједињено Краљевство, 1952-1959, бивши власник Берни Еклстон
- Јагуар, Уједињено Краљевство, 2000-2004
- Џордан, Ирска, 1991-2005, власник Еди Џордан
- Минарди, Италија,1985-2005, наследио их Скудерија Торо Росо
- Прост, Француска,1997-2001, власник Ален Прост
- Форс Индија, Индија, 2008-2018
- Тојота, Јапан, 2002-2009
- Мидланд, Русија, 2006